# Giambattista Lolli
Giambattista Lolli (Nonantola, 1698 – 4 giugno 1769) è stato uno scacchista italiano.

## Attività scacchistica
Noto soprattutto come teorico, costituì con gli amici scacchisti modenesi Ercole Del Rio e Domenico Lorenzo Ponziani il trio noto come "maestri modenesi".
Nel 1763 pubblicò a Bologna Le osservazioni teorico pratiche sopra il gioco degli scacchi, un volume di 632 pagine.
Il libro conteneva analisi in merito alle aperture di partita di gioco piano, la difesa dei due cavalli e del gambetto di Re, con oltre cento diagrammi di posizioni di finali.
Propose una continuazione del gambetto di Re (gambetto Lolli), che è stata dimostrata scorretta: 
 1. e4 e5 2. f4 exf4 3. Cf3 g5 4. Ac4 g4 5. Axf7+ 
È accertato che dopo 5. ...Rxf7 6. Ce5+ Re8 7. Dxg4 Cf6 8. Dxf4 d6 il nero rimane in vantaggio.
Una delle posizioni del libro (torre e alfiere contro torre) fu utilizzata da Wilhelm Heinse nel suo romanzo Anastasia e il gioco degli scacchi (Anastasia und das Scachspiels, Briefe aus Italien, Francoforte 1803).